# 908 a tudományban
A 908. év a tudományban és a technikában.

## Születések
- Ibráhím ibn Szinán csillagász és matematikus (946)